# 국경인
국경인(鞠景仁, 1551년 ~ 1592년)은 조선 중기의 반란자로 임진왜란 당시 대표적인 순왜병이다. 전주에 살다가 회령으로 유배당해 후에 회령부의 아전으로 들어가 치부하였으나 임해군의 전횡으로 인하여 조선 조정에 원한을 품고 있었다.
악인열전에 따르면 국세필(鞠世弼), 김수량, 정말수(鄭末守) 등과 함께 임진왜란이 일어나고 왜장 가토 기요마사의 군대가 회령으로 진격하자 반란을 일으켜 피난을 와 있던 왕자 임해군과 순화군을 가토에게 넘겨주었다.
또한, 임해군과 순화군을 호종했던 대신 김귀영(金貴榮), 황정욱(黃廷彧)과 황혁(黃赫) 부자, 남병사(南兵使), 이영(李瑛), 부사 문몽헌(文夢軒), 온성부사 이수(李銖) 등과 그 가족을 함께 잡아 일본군에 넘겨 주었다.
이어 가토 기요마사에 의하여 판형사제북로(判刑使制北路)로 봉해지고 회령을 통치하면서 김수량, 이언우(李彦祐), 전언국(田彦國)등과 함께 횡포를 자행하다가 북평사(北評事) 정문부(鄭文孚)의 격문을 받은 유생 신세준(申世俊)과 오윤적(吳允迪)의 유인으로 붙잡혀 암살되었다.

## 같이 보기
- 순왜
- 항왜
- 탈영
- 국세필
- 김수량
- 이언우
- 함인수
- 정석수
- 전언국